# Calumma boettgeri
Calumma boettgeri (Boulenger, 1888) è un piccolo sauro della famiglia Chamaeleonidae, endemico del Madagascar.

## Conservazione
La IUCN Red List classifica C. boettgeri come specie a rischio minimo (Least Concern).
La specie è inserita nella Appendice II della Convention on International Trade of Endangered Species (CITES).
È protetta all'interno del parco nazionale della Montagna d'Ambra e della riserva speciale di Manongarivo.